# Ante Bakmaz
Ante Bakmaz (Sydney, 7 marzo 1992) è un calciatore australiano con cittadinanza croata, difensore del Northern Spirit.

## Carriera
In carriera ha giocato 8 partite nelle coppe continentali, di cui 6 per la Coppa dell'AFC e 2 per l'Europa League.